# Святые Армянской апостольской церкви — А
Здесь представлен список святых Армянской апостольской церкви, начиная с "А".
| №- № п/п | Имя                         | Лик святости    | Краткая информация |
| -------- | --------------------------- | --------------- | --- |
| 1        | Аарон                       | Праотец         | Старший брат Моисея и его сподвижник в деле освобождения евреев из египетского рабства, ветхозаветный первосвященник, живший в XIII веке до н. э. |
| 2        | Абдлмесех                   | Мученик         | Мученик из города Шигар, Персия, живший в IV веке. Родом иудей, носил имя Асер. Крещён пастухами, с которыми пас скот и принял имя «Абдлмесех» - «Раб Мессии», и в знак покорности Господу ввёл в ухо серьгу. Заколот своим отцом, Леви, за свою веру. |
| 3        | Абраам и Хорен              | Исповедники     | Святые исповедники Иереи, ученики святых Гевондянов, жившие в V веке. После казни учителей сосланы в Ассирию на работы, где помогали заключённым армянским нахарарам-христианам. Спустя 10 лет Хорен скончался, а после его смерти Абрам стал епископом Бзнуника и перевёл на армянский язык сирийский труд «Восточные мученики».                                                                                                 |
| 4        | Аввакум                     | Пророк          | Ветхозаветный пророк. |
| 5        | Авгар                       | Праведный       | Первый в мире царь-христианин, правитель Осроены, крещённый и исцелённый от проказы апостолом Фаддеем. |
| 6        | Авдий                       | Пророк          | Ветхозаветный пророк. |
| 7        | Авель                       | Праотец         | Второй сын Адама и Евы. |
| 8        | Авив                        | Мученик         | Дьякон, принявший мученическую смерть при императоре Лицинии в Эдессе в 322 году. Был вдохновителем и учителем эдесских христиан. Его мощи похоронили рядом с мощами святых Гурия и Самона. Все три мученика почитаются как защитники замужних женщин в случае неурядиц. |
| 9        | Авраам                      | Праведный       | Ветхозаветный патриарх, родоначальник евреев и измаильтян, живший в XVIII веке до н. э. |
| 10       | Аггей                       | Пророк          | Ветхозаветный пророк, живший в VI веке до н.э. |
| 11       | Адам                        | Праотец         | Родоначальник человечества, первый человек. |
| 12       | Адавкт                      | Мученик         | Мученик, принявший мученичество при императоре Максимиане. Был обезглавлен за отказ выдать дочь замуж за императора-язычника и отказ изменить христианству. |
| 13       | Адде                        | Священномученик | Епископ Эдессы, пострадавший от царя Осроены Анануна в I веке. Рукоположён в священники апостолом Фаддеем. Ананун приказал Адде сшить для него митру, на что Адде ответил: «Я не могу шить митру для язычника». Во время его занятий с прихожанами во храм ворвались воины и отсекли ему ноги, после чего Адде скончался. |
| 14       | Адриан и Наталия            | Мученики        | Супруги, пострадавшие в 310 году при Диоклетиане и Максимиане. Адриан, начальник судебной палаты, уверовал во Христа во время одного из судов над христианами. Он начал помогать христианам избегать гонений, за что ему отсекли руки и ноги, от чего он скончался. Наталия хранила его руки как святыню. Вскоре она бежала из Константинополя от сватовства императорского полководца к месту захоронения Адриана, в Аргируполь. |
| 15       | Акакий                      | Мученик         | Сотник армии Максимиана, замученный за веру в Виза́нтии в 303 году. |
| 16       | Акакий                      | Мученик         | Житель Милета, пострадавший при императоре Ликинии за исповедание Христа. |
| 17       | Акепсим, Иосиф и Айфала     | Мученики        | Епископ Наесона, Персия, пресвитер и диакон соответственно, пострадавшие в 378 году при царе Сапоре II. |
| 18       | Александр                   | Святитель       | Епископ Константинопольский, участник Первого Вселенского собора. |
| 19       | Алексий                     | Преподобный     | Преподобный, живший при императоре Гонории. |
| 20       | Амос                        | Пророк          | Ветхозаветный пророк. |
| 21       | Анания                      | Апостол         | Апостол от семидесяти, священномученик, Дамаскский епископ, крестивший апостола Павла. Был побит камнями в Елевферополе по указу Лукиана. |
| 22       | Анания, Азария и Мисаил     | Мученики        | Мученики, обезглавленные при персидском царе Камбизе. |
| 23       | Анастасий Персиянин         | Мученик         | Святой, обезглавленный в 628 году в Персии за свою веру. |
| 24       | Андрей Первозванный         | Апостол         | Первый из апостолов Христа. Был распят в 62 году в Патрах. |
| 25       | Андрей Стратилат и его полк | Мученики        | Военачальник императорской армии Диоклетиана и Максимиана и его дружина погибли, когда отправились в Тарс принять крещение от Тарского епископа Петра и епископа Берии Нуна. Селевкий, правитель Киликии, счёл их поездку за дезертирство и отправил за ними армию, осадившую их в ущельях Тарса и истребившую их. |
| 26       | Андроник, Пров и Тарах      | Мученики        | Мученики, пострадавшие за свою веру при Диоклетиане и Максимиане в 304 году. |
| 27       | Аникит и Фотий              | Мученики        | Мученики, пострадавшие за свою веру в 305 году. Были сожжены в огненной печи за защиту христианства. |
| 28       | Антон и Кронид              | Преподобные     | Одни из первых отшельников в истории ААЦ. Основали вместе с Григорием Просветителем монастырь святого Иоанна Предтечи. |
| 29       | Антоний                     | Мученик         | Мученик, пострадал за свою веру в III веке в Александрии. |
| 30       | Антоний Великий             | Преподобный     | Основатель пустынножительства. Он был наставником многих христиан и исцелял больных. Умер в 356 году в возрасте 105 лет. Автор 20 речей о христианских добродетелях, 7 посланий к монастырям и правила жизни и увещания к монахам. |
| 31       | Анфим                       | Священномученик | Святой, пострадавший за свою веру при Диоклетиане и Максимиане в Никомедии во время гонений. Воины, которым было велено доставить Анфима во дворец, сами уверовали во Христа. Они захотели солгать императору и отпустить его, но Анфим сам попросил отвести его во дворец. После долгих мучений его обезглавили. |
| 32       | Арефиане                    | Мученики        | 10000 мучеников из Эфиопии, ведомые градоначальником христианского города Негран, Аферой, пострадавшие в 523 году при Ду Новасе за свой отказ перейти из христианства в иудаизм. Позднее христианский царь Елесбовам победил Ду Новаса и утвердил христианство во всей Эфиопии. |
| 33       | Аристакес I                 | Мученик         | Католикос, младший сын Григория Просветителя, участник Первого Вселенского Собора, принявший мученичекскую смерть в 333 году за обличение недостойного поведения армянских князей. |
| 34       | Арсений Великий             | Преподобный     | Потомок римских аристократов, воспитавший сыновей императора Феодосия. В конце своей жизни уединился в своей келье. |
| 35       | Артемий                     | Мученик         | Святой, пострадавший за исповедание христианства и обличение Юлиана Отступника в жестокости. Обезглавлен после мучений неподалёку от Антиохии. Его мощи долгое время хранились в Константинополе. Ныне они находятся в Пантелеймоновом монастыре на Афоне. |
| 36       | Аствацатур                  | Мученик         | Бывший персидский маг, крестившийся в Армении и распятый при Хосрове. Похоронен католикосом Нерсесом II в Двине. |
| 37       | Атомяны                     | Мученики        | Около 1000 армянских воинов под предводительством Атома Гнуни и Маначира Рштуни, погибшие за свою веру при Йездигерде II. |
| 38       | Атомяны                     | Мученики        | 150 армянских княжичей во главе с Атомом Андзеваци, пострадавшие в Армении от арабского наместника в 853 году за отказ принять ислам. По преданию, когда им предложили выбрать: принять ислам или погибнуть - они ответили: «Мы не можем променять свет на тьму». |
| 39       | Афанасий Великий            | Святитель       | Христианский подвижник, архиепископ Александрийский, участник Первого Вселенского Собора, один из главных критиков арианства, живший в IV веке. Был оклеветан арианами и провел в изгнании более 20 лет. |
| 40       | Афиноген и 10 его учеников  | Мученики        | Мученики, пострадавшие при Диоклетиане в Севастии. Афиноген был епископом этого города. Он и его ученики после многочисленных мучений были обезглавлены в собственном монастыре после заключения в темнице. Григорий Просветитель перенёс их мощи вместе с мощами Иоанна Предтечи, переданные ему епископом Кесарии Левонтием, в область Тарое, где основал монастырь святого Иоанна Предтечи.                                    |